# 619

## Decese
- dată necunoscută: Khadija bint Khumaylid  (n. ?)